# Plymouth, Illinois
Plymouth är en ort i Hancock County i delstaten Illinois, USA.